# Varinka Wichfeld Muus
Varinka Wichfeld Muus (9. februar 1922 - 18. december 2002) var en dansk forfatter og modstandskvinde under 2. verdenskrig.

## Filmografi
- Venus fra Vestø (1962)